# Galashiels
Galashiels (abbreviato: Gala; in gaelico scozzese: An Geal Àth; Scots: Gallae; 14 000 abitanti circa) è una cittadina con status di burgh della Scozia sud-orientale, appartenente all'area amministrativa degli Scottish Borders e situata lungo la confluenza dei fiumi Tweed e Gala Water.
Ha un'importanza storica quale centro di industria tessile, in particolare per la lavorazione della lana, e vi ha sede la School of Textiles and Design dell'Università Heriot-Watt.

## Geografia fisica

### Collocazione
Galashiels si trova tra Traquair e Melrose (rispettivamente ad est della prima e ad ovest della seconda), a circa 10 a nord di Selkirk.

## Società

### Evoluzione demografica
Al censimento del 2001, Galashiels contava una popolazione di 14 361 abitanti.

## Edifici e luoghi d'interesse
- Old Gala House (1538)[4]
- Croce di mercato (1695)[4]
- Monumento ai caduti della prima guerra mondiale[3]

## Feste e eventi
Ogni anno a Galashiels ha luogo il Braw Lads Gathering, un festival le cui origini risalgono al 1599.

## Sport
- Gala Cricket Club
- Gala Fairydean F.C.
- Gala RFC